# Aviva Chomsky

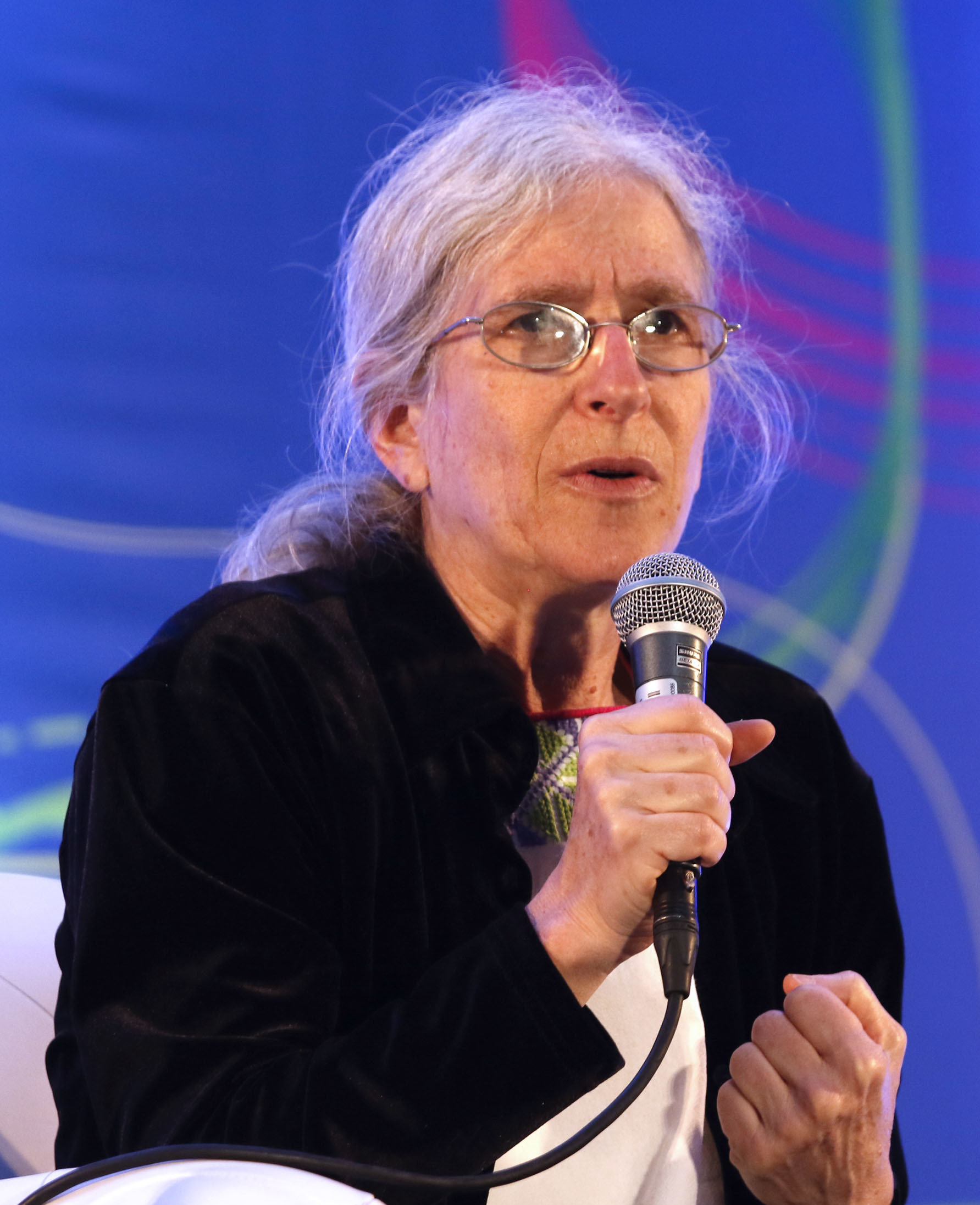
Aviva Chomsky, 2016

Aviva Chomsky (* 20. April 1957 in Boston) ist eine US-amerikanische Historikerin. Sie ist als Hochschullehrerin am Salem State College in Massachusetts im Fachbereich Lateinamerikanistik tätig.

## Leben und Werk
Aviva Chomsky ist die Tochter des Linguisten und politischen Aktivisten Noam Chomsky und der Linguistin Carol Chomsky. Ihr Großvater war der Hebraist William Chomsky. Sie arbeitete als Wissenschaftlerin für das Bates College und die Harvard University.

## Positionen
Untersuchungsgegenstand ihrer Arbeit ist das Entstehen sozialer und ökonomischer Parallelstrukturen von Einwanderern in den USA. Sie beschreibt diese Tendenzen am Beispiel jamaikanischer Arbeiter, die für die United Fruit Company (heute: Chiquita Brands International) tätig waren. Insbesondere die Zuwanderungspolitik der USA wird von Chomsky kritisiert. So seien Bürgerrechte in erster Linie nur für Weiße in den USA gedacht gewesen. Die Unterscheidung von Einwanderern in legale und illegale seien in erster Linie mit dem Hintergrund der wirtschaftlichen Nützlichkeit verbunden gewesen.
Im 2022 erschienenen Is Science Enough? argumentiert sie für ein breites, disziplinenübergreifendes Engagement für Klimagerechtigkeit und eine zentrale Rolle von Degrowth bei entsprechenden Bemühungen.

## Referenzen
- USA: „Bürgerrechte basierten immer auf Rasse“ Historikerin Aviva Chomsky im STANDARD-Interview über Washingtons Einwanderungspolitik erschienen in Der Standard am 17. August 2010.

## Veröffentlichungen
- A History of the Cuban Revolution, Wiley-Blackwell, New York, New York 2010 ISBN 978-1-4051-8773-2
- Linked Labor Histories: New England, Colombia, and the Making of a Global Working Class.  Duke University Press, Durham, North Caroline.  2008.  ISBN 0822341905

- The People Behind Colombian Coal/Bajo el manto del carbon, Aviva Chomsky, Garry Leech, Steve Striffler (Editors), 2007.  ISBN 9589799558

- They Take Our Jobs! and 20 Other Myths About Immigration.  Beacon Press, July 2007. Paperback: 236 pages. In English. (ISBN 978-0807041567).

- West Indian Workers and United Fruit Company, 1870–1940. Baton Rouge: Louisiana State University Press, 1996.  ISBN 0-8071-1979-2

- Identity and Struggle at the Margins of the Nation-State: The Laboring People of Central America and the Hispanic Caribbean, (Comparative and International Working-Class History), Aviva Chomsky and Aldo Lauria-Santiago (Editors), 1998. 404 pages. Duke University Press, Durham, North Caroline, (ISBN 978-0822322023)

- The Profits of Extermination|The Profits of Extermination: How U.S. Corporate Power is Destroying Colombia, Francisco Ramírez Cuellar, Common Courage Press, (ISBN 1-56751-322-0), 2005. (Translation and introduction by Aviva Chomsky)

- The Cuba Reader: History, Culture, Politics, Aviva Chomsky, Barry Carr, Pamela Maria Smorkaloff (Editors), Duke University Press, Durham, North Caroline, January  2004. (ISBN 978-0822331971).

- Chronicles of the Desterrados of Colombia (ISBN 1-931859-17-5) Author: Alfredo Molano (Introduction by Aviva Chomsky.)